# Liste der Kulturdenkmale in Krummesse
In der Liste der Kulturdenkmale in Krummesse sind alle Kulturdenkmale der schleswig-holsteinischen Gemeinde Krummesse (Kreis Herzogtum Lauenburg) aufgelistet (Stand: 10. März 2025).

## Legende
In den Spalten befinden sich folgende Informationen:
- Objekt-ID: die Nummer des Kulturdenkmales
- Lage: die Adresse des Kulturdenkmales und die geographischen Koordinaten. Kartenansicht, um Koordinaten zu setzen. In der Kartenansicht sind Kulturdenkmale ohne Koordinaten mit einem roten Marker dargestellt und können in der Karte gesetzt werden. Kulturdenkmale ohne Bild sind mit einem blauen Marker gekennzeichnet, Kulturdenkmale mit Bild mit einem grünen Marker.
- Offizielle Bezeichnung: Bezeichnung des Kulturdenkmales
- Beschreibung: die Beschreibung des Kulturdenkmales
- Bild: ein Bild des Kulturdenkmales

## Sachgesamtheiten
| Objekt-ID      | Lage                                                            | Offizielle Bezeichnung | Beschreibung | Bild                             |
| -------------- | --------------------------------------------------------------- | ---------------------- | --- | -------------------------------- |
| 40574 Wikidata | Lübecker Straße, Niedernstraße 2 (53° 46′ 52″ N, 10° 38′ 26″ O) | Kirche St. Johannes    | Aktualisierung vorgesehen - Begründung: geschichtlich, künstlerisch, städtebaulich, Kulturlandschaft prägend - Schutzumfang: Kirche St. Johannes mit Ausstattung, Pastorat I, Kirchhof, Grabmale bis 1870, Granit-Böschungsmauern | weitere Fotos \| Fotos hochladen |

## Bauliche Anlagen
| Objekt-ID      | Lage                                                            | Offizielle Bezeichnung              | Beschreibung | Bild                             |
| -------------- | --------------------------------------------------------------- | ----------------------------------- | --- | -------------------------------- |
| 37517 Wikidata | Klempauer Straße 21 (53° 46′ 45″ N, 10° 38′ 38″ O)              | Wohnhaus Möbeltischlerei Busch      | Wohnhaus Möbeltischlerei Busch, 1926, zweigeschossiger Backsteinbau in Ecklage mit Walmdach, rückwärtiger zweigeschossiger Flügel - Begründung: geschichtlich, städtebaulich - Schutzumfang: Wohnhaus Möbeltischlerei Busch, Einfriedung - Denkmaltyp: Bauliche Anlage | BW                               |
| 3326 Wikidata  | Lübecker Straße, Niedernstraße 2 (53° 46′ 52″ N, 10° 38′ 26″ O) | Kirche St. Johannes mit Ausstattung | Die Johanniskirche wurde ab 1230 auf dem hohen Ufer der Stecknitz erbaut, die dann im Mittelalter zunächst zum Stecknitzkanal und Ende des 19. Jahrhunderts zum Elbe-Lübeck-Kanal ausgebaut wurde. Der älteste Teil der Kirche ist ihr quadratischer Chor. Diese für den ländlichen Kirchenbau in Sachsen-Lauenburg typische Bauweise ist einer der Hauptunterschiede zu den etwas älteren Vizelinkirchen im Holsteiner Gebiet nördlich von Lübeck. Alteintragung (Aktualisierung vorgesehen) - Begründung: geschichtlich, künstlerisch, städtebaulich - Schutzumfang: gesamtes Objekt - Denkmaltyp: Bauliche Anlage, Sachgesamtheit: Kirche St. Johannes | weitere Fotos \| Fotos hochladen |
| 9709 Wikidata  | Niedernstraße 2 (53° 46′ 52″ N, 10° 38′ 24″ O)                  | Pastorat I                          | Alteintragung (Aktualisierung vorgesehen) - Begründung: geschichtlich, wissenschaftlich, städtebaulich - Schutzumfang: Alteintragung (Aktualisierung vorgesehen) - Denkmaltyp: Bauliche Anlage, Sachgesamtheit: Kirche St. Johannes | BW                               |

## Gründenkmale
| Objekt-ID      | Lage                                           | Offizielle Bezeichnung | Beschreibung | Bild |
| -------------- | ---------------------------------------------- | ---------------------- | --- | ---- |
| 20793 Wikidata | Lübecker Straße (53° 46′ 51″ N, 10° 38′ 27″ O) | Kirchhof               | Alteintragung (Aktualisierung vorgesehen) - Begründung: geschichtlich, Kulturlandschaft prägend - Schutzumfang: Kirchhof, Grabmale bis 1870, Granit-Böschungsmauern - Denkmaltyp: Gründenkmal, Sachgesamtheit: Kirche St. Johannes | BW   |

## Quelle
- Liste der Kulturdenkmale in Schleswig-Holstein – Herzogtum Lauenburg (PDF)

- Karte mit allen Koordinaten:
- OSM |
- WikiMap